# Attyk z Konstantynopola
Attyk z Konstantynopola (IV/V wiek) – arcybiskup Konstantynopola, następca Jana Chryzostoma, a poprzednik Nestoriusza. W r. 406 wystąpił przeciwko Janowi Chryzostomowi i zaczął prześladować jego zwolenników. Z pism Attyka z Konstantynopola zachowały się Listy oraz, fragmentarycznie, Homilie.